# Dave Welsh
Dave Welsh (ur. 15 sierpnia 1984 roku w Tucson w Stanach Zjednoczonych) - główny gitarzysta piano rockowej grupy The Fray. Rozpoczął naukę gry na gitarze, gdy miał dwanaście lat. Zanim dołączył do zespołu był wraz z Benem Wysockim i Isaacem Slade'em członkiem grupy Ember. Welsh ożenił się 3 sierpnia 2006 roku z Janelle Czopek. Uczęszczał do Ralston Valley High School w Kolorado. Dave ma jedną młodszą siostrę.